# Haager Akademie für Völkerrecht
Die Haager Akademie für Völkerrecht, gelegentlich auch als Haager Akademie für Internationales Recht bezeichnet, ist eine Lehr- und Forschungseinrichtung zum internationalen Recht. Sie entstand 1914 mit finanzieller Unterstützung der amerikanischen Stiftung Carnegie Endowment for International Peace, nahm jedoch auch aufgrund des Ersten Weltkrieges erst neun Jahre später ihre Aktivitäten auf. Die Akademie steht in der Tradition des Anspruchs „Frieden durch Recht“, der durch die Haager Friedenskonferenzen von 1899 und 1907 begründet worden war, und hat ihren Sitz im Friedenspalast in der niederländischen Stadt Den Haag. Im Jahr 1992 wurde sie mit dem Félix-Houphouët-Boigny-Friedenspreis ausgezeichnet.

## Ausbildung und Forschung

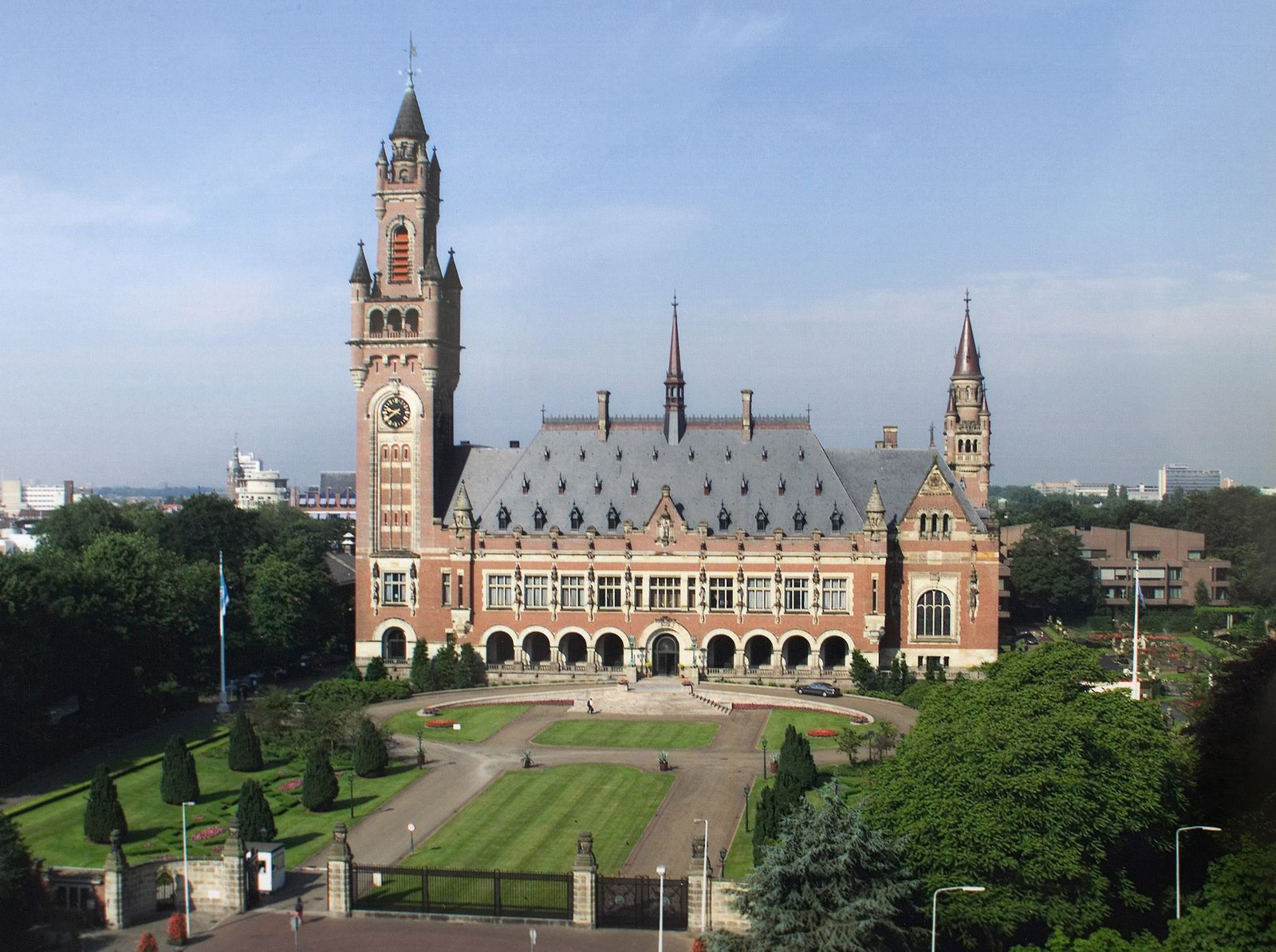
Der Friedenspalast in Den Haag, Sitz der Akademie

Schwerpunkt des Ausbildungsprogramms der Haager Akademie für Völkerrecht sind dreiwöchige Kurse im internationalen Privatrecht oder im internationalen öffentlichen Recht, die vor Ort in Den Haag durchgeführt werden. Seit 1969 organisiert die Akademie darüber hinaus auch zweiwöchige Kurse als externe Programme in verschiedenen Ländern. Voraussetzung für eine Teilnahme ist ein abgeschlossenes rechtswissenschaftliches Hochschulstudium von mindestens vier Jahren Dauer mit einem entsprechenden Anteil an Grundlagenausbildung im Völkerrecht, oder eine dazu äquivalente postgraduale Ausbildung. Seit dem Jahr 2004 gibt es unter der Bezeichnung „Seminar für fortgeschrittene Studien“ ergänzende zehntägige Kurse zu speziellen Aspekten des Völkerrechts mit jährlich wechselnden Themen. Diese richten sich nicht nur an Juristen, sondern auch an Teilnehmer aus anderen relevanten Berufsfeldern wie beispielsweise Diplomaten, Journalisten oder international tätige Experten aus dem Bereich der Wirtschaft.
Ausgewählte Kursteilnehmer, die ein weit überdurchschnittliches Maß an Wissen und Qualifikationen im Bereich des internationalen Rechts nachweisen können und an zusätzlichen Studien teilnehmen, können nach einer mündlichen Prüfung und dem Verfassen einer Abschlussarbeit die Ausbildung mit einem Diplom abschließen. Dieses ist von 1950 bis 2007 an rund 230 Absolventen verliehen worden. Am Forschungszentrum der Akademie können darüber hinaus besonders qualifizierte Juristen unter Betreuung von international anerkannten Völkerrechtsexperten Forschungsaufenthalte von einem Monat Dauer absolvieren.

## Organisation
Die Ausbildungssprachen der Kurse an der Haager Akademie für Völkerrecht sind, mit simultaner Übersetzung, Englisch und Französisch. Das unter dem Titel Recueil des Cours de l’Académie de Droit International de La Haye veröffentlichte Kursmaterial umfasst gegenwärtig eine Sammlung von rund 300 Bänden und stellt damit weltweit eine der umfangreichsten Informationsquellen zum Völkerrecht dar. Für Recherchezwecke steht die Bibliothek des Friedenspalastes zur Verfügung, die zusammen mit dem ebenfalls dort ansässigen Internationalen Gerichtshof genutzt wird.
Verantwortlich für die inhaltliche Ausgestaltung der Aktivitäten der Akademie ist ein aus 16 Mitgliedern bestehendes Kuratorium. Als dessen Präsident fungiert gegenwärtig der frühere Generalsekretär der Vereinten Nationen Boutros Boutros-Ghali. Die Akademie verfügt nicht über einen permanenten Lehrkörper, die Lehrkräfte werden vielmehr durch die Mitglieder des Kuratoriums aus entsprechend qualifizierten Personen aus dem akademischen Bereich beziehungsweise aus der juristischen und diplomatischen Praxis ausgewählt und eingeladen. Die Verwaltung untersteht dem Generalsekretär der Akademie, der auch Mitglied des Kuratoriums ist. Dieses Amt hat derzeit Yves Daudet inne, Professor für internationales Recht an der Universität Paris I Panthéon-Sorbonne.

## Persönlichkeiten
Zu den Absolventen der Akademie zählen eine Reihe von international renommierten Juristen und Politikern, so beispielsweise Peter Tomka, Richter am Internationalen Gerichtshof, der frühere niederländische Außenminister Ben Bot, der US-Senator Edward Kennedy, der osttimoresische Politiker und Friedensnobelpreisträger José Ramos-Horta und Joseph Sinde Warioba, ehemaliger Premierminister von Tansania und Richter am Internationalen Seegerichtshof.
Als Dozenten fungierten in der Geschichte der Akademie unter anderem der deutsche Staats- und Völkerrechtsexperte Robert Redslob, der Schweizer Jurist Jean Pictet, der niederländische Diplomat Eelco N. van Kleffens, der amerikanische Jurist Manley Ottmer Hudson, der finnische Jurist Martti Koskenniemi, der niederländische Jurist Frits Kalshoven sowie mit James Crawford, Charles De Visscher, Giorgio Gaja, Shi Jiuyong, Hisashi Owada, Raymond Ranjeva und Bruno Simma eine Reihe von Richtern des Internationalen Gerichtshofes. Aber auch Richter anderer Institutionen, wie Florentino P. Feliciano, Mitglied des WTO Appellate Body lehrten an der Akademie.